# شفلرية إصبعية
شفلرية إصبعية (الاسم العلمي:Schefflera digitata) هي نوع من النباتات تتبع جنس الشفلرية من الفصيلة الأرالية.